# Antologia New Trolls
Antologia New Trolls è il secondo album antologico del gruppo musicale italiano New Trolls, pubblicato nel 1975 dopo la recente reunion. Il primo LP è l'album New Trolls, prima raccolta del gruppo, pubblicata nel 1970.

## Tracce
Disco 1
1. Una miniera
2. Cosa pensiamo dell'amore
3. Lei mi diceva
4. Quella musica
5. Corro da te
6. Sensazioni
7. Una nuvola bianca
8. Annalisa
9. Un'ora
10. Io che ho te
11. Visioni
12. Davanti agli occhi miei

Disco 2
1. Ti ricordi Joe
2. Vorrei comprare una strada
3. Al bar dell'angolo
4. C'è troppa guerra
5. Searching
6. In St. Peter's Day
7. I cavalieri del lago dell'Ontario
8. Nato adesso
9. Black Hand